# Устарханов, Камал Басирович
Камал Басирович Устарханов (28 мая 1983, Андрейаул, Дагестанская АССР, СССР — 4 сентября 2008, Хасавюрт, Дагестан, Россия) — российский борец вольного стиля, мастер спорта России международного класса. Кумык по национальности

## Спортивная карьера
С 2002 года находился в составе сборной России. В 2003 году выиграл чемпионат России, но в этом же сезоне на чемпионате мира выступил неудачно. Стал серебряным призёром Кубка мира, после чего получил травму и лечился почти год.

## Спортивные результаты
- Чемпионат Европы среди кадетов 2000 — ;
- Чемпионат России по вольной борьбе 2003 — ;
- Чемпионат мира по борьбе 2003 — 11;
- Кубок мира по борьбе 2004 (команда) — ;

## Террористическая деятельность
В 23 года стал последователем ваххабизма, заходил в дома людей в Хасавюрте, сам убивал. Входил в группировку, которую возглавлял Асхаб Бидаев.

## Смерть
4 сентября 2008 года, вместе с ещё четырьмя членами банды Асхаба Бидаева, среди которых призёр чемпионата России Мурад Гаджимурадов, был убит во время спецоперации в Хасавюрте.